# 1946 ve filmu

## Nejvýdělečnější filmy roku
| Pořadí  | Název                       | Země | Tržba (v dolarech) |
| ------- | --------------------------- | ---- | ------------------ |
| 1.      | Song of the South           | USA  | 29 229 000         |
| 2. - 3. | The Best Years of Our Lives | USA  | 11 300 000         |
| 2. - 3. | Duel in the Sun             | USA  | 11 300 000         |

## Zahraniční filmy
- Hluboký spánek (režie: Howard Hawks)
- Blue Skies (režie: Stuart Heisler)
- Kris (režie: Ingmar Bergman)
- Souboj na slunci (režie: King Vidor)
- Humoreska (režie: Jean Negulesco)
- The Locket (režie: John Brahm)
- Night and Day (režie: Michael Curtiz)
- Pověstný muž (režie: Alfred Hitchcock)
- Nejlepší léta našeho života (režie: William Wyler), (Academy Awards Best Picture 1947)

## Narození
- 5. ledna – Diane Keatonová, americká herečka
- 19. ledna – Dolly Parton, americká herečka a country zpěvačka
- 20. ledna – David Lynch, americký režisér
- 21. února – Alan Rickman, anglický herec († 14. ledna 2016)
- 12. března – Liza Minnelliová, americká herečka a zpěvačka
- 21. března – Timothy Dalton, britský herec
- 10. dubna – Jaroslava Obermaierová, česká herečka
- 2. května – David Suchet, anglický herec a producent
- 20. května – Cher, americká herečka a zpěvačka
- 21. května – Ivan Vyskočil, český herec
- 6. června – Lasse Hallström, švédský režisér, scenárista, producent a herec
- 6. července – Sylvester Stallone, americký herec, scenárista a režisér
- 14. července – Jiří Wohanka, český herec
- 22. července – Danny Glover, americký herec a režisér
- 24. července – Vlastimil Harapes, český herec, tanečník, režisér, taneční mistr, choreograf, taneční pedagog, dlouholetý člen a sólista baletu († 15. května 2024)
- 2. srpna – Jaroslava Pokorná, česká herečka
- 15. září
  - Tommy Lee Jones, americký herec
  - Oliver Stone, americký režisér a producent
- 21. září – Daniela Kolářová, česká herečka
- 22. září – Arnošt Goldflam, český herec
- 23. září – John Woo, čínský režisér, producent a scenárista
- 25. září – Petr Svojtka, český herec († 9. května 1982)
- 27. září – Jiří Ornest, český herec († 9. dubna 2017)
- 4. října – Susan Sarandonová, americká herečka
- 5. října – Rudolf Hrušínský mladší, český herec
- 27. října – Ivan Reitman, americký režisér a producent († 12. února 2022)
- 11. listopadu – Jitka Zelenohorská, česká herečka
- 19. listopadu – Jaroslav Soukup, český režisér
- 12. prosince – Hana Brejchová, česká herečka
- 18. prosince – Steven Spielberg, americký režisér a producent

## Úmrtí
- 24. března – Zorka Janů, česká herečka
- 8. srpna – Lenka Podhajská, česká herečka

## Filmové debuty
- Kirk Douglas
- Vittorio Gassman
- Burt Lancaster
- Dean Martin
- Yves Montand
- Natalie Wood